# Petr Španger
Petr Španger (14. srpna 1966, Prostějov - 27. ledna 2011, Olomouc) byl český básník, který měl blízko k okruhu časopisu Weles.

## Životopis
Maturoval na Gymnáziu Jiřího Wolkera v Prostějově. Ke studiu na vysoké škole nebyl přijat, a tak nastoupil základní vojenskou službu. Zde se stal obětí tak tvrdé šikany, že musel být na dva měsíce hospitalizován v nemocnici a na vojnu už se poté nevrátil. Pracoval pak jako programátor v JZD Bernartice. Začal přitom dálkově studovat ekonomii na Zemědělské a lesnické univerzitě v Brně. Absolvoval roku 1993. Mezitím se přestěhoval do Jeseníku. V 90. letech začal podnikat a byl až do své smrti likvidátorem a správcem konkurzní podstaty. Podle vlastních slov ho k literatuře, prvně od dávné koketérie na gymnáziu, znovu přivedly verše Věry Rosí, s nimiž se setkal v roce 2000. Pod jejich dojmem začal sám básně psát. Ty se zalíbily šéfredaktorovi časopisu Weles Vojtěchu Kučerovi, který z nich roku 2003 sestavil autorovu první sbírku Vodní mlýnky a v knižní řadě Welesu je i vydal. Za tuto první sbírku byl v roce 2004 autor nominován na cenu Magnesia Litera v kategorii objev roku. Za rok vyšla druhá sbírka Dům ani ne k životu. O rok později na Slovensku třetí sbírka Němé slavnosti. Další sbírky čekají na vydání, a to posmrtné, neboť roku 2011 autor zemřel. Ještě předtím se jeho verše objevily ve sbornících 7edm (2011), Země žulových křížů II (2011; Libor Martinek, Tomáš Suk - eds.) a v italském sborníku Rapporti di errorei, který roku 2010 v Miláně sestavil Petr Král. Vydávání dalších autorových textů se ve shodě s dědici autorských práv a jejich souhlasem ujal Libor Martinek, editor čtvrté Špangerovy sbírky Stěny ze skla (vyšla nejprve jako e-book, posléze knižně).
Autoři Panoramatu české literatury po roce 1989 jeho poezii charakterizovali slovy: "Autorova neokázalá, prostá poezie směřuje k tradičnímu básnickému zobrazení, verš je obvykle volný, básně jsou nejčastěji laděny impresivně, zachycují dojem z prchavé chvíle. Klíčovými motivy jsou dětství, čas a naděje, jako tři danosti lidské existence, jež lyrický subjekt reflektuje bez patosu a velkých gest."